# TT Isla de Man de 1965
El TT Isla de Man de 1965 fue la quinta prueba de la temporada 1965 del Campeonato Mundial de Motociclismo. El Gran Premio se disputó del 14 al 18 de junio de 1965 en el circuito de Snaefell Mountain Course.

## Resultados TT Senior 500cc
En medio de una pista húmeda, Mike Hailwood, quien había corrido aquí su carrera número 24 en Mountain Course, se impuso con una gran ventaja sobre el debutante Giacomo Agostini. Después de la primera vuelta, Hailwood ya liderada con 25 segundos y en la segunda, Ago se cayó en Sarah's Cottage. En la tercera vuelta, Hailwood cayó en el mismo lugar, pero pudo volver a montar su motocicleta. Sin embargo, tuvo que hacer una parada en boxes de 70 segundos porque su aerodinámica estaba rota, sus enchufes estaban aplastados y su manillar estaba doblado. A pesar de ello, logró ganar por delante de Joe Dunphy (Norton) y Mike Duff (Matchless).
| Pos.    | Piloto             | Equipo    | Tiempo     | Pts. |
| ------- | ------------------ | --------- | ---------- | ---- |
| 1       | Mike Hailwood      | MV Agusta | 2h 28:09.0 | 8    |
| 2       | Joe Dunphy         | Norton    | +2:19.8    | 6    |
| 3       | Mike Duff          | Matchless | +6:03.0    | 4    |
| 4       | Ian Burne          | Norton    | +6:52.6    | 3    |
| 5       | Selwyn Griffiths   | Matchless | +7:59.6    | 2    |
| 6       | William McCosh     | Matchless | +8:10.4    | 1    |
| 7       | Alan Dugdale       | Norton    | +9:10.6    |      |
| 8       | Gyula Marsovszky   | Matchless | +9:16.4    |      |
| 9       | Jack Ahearn        | Norton    | +10:14.4   |      |
| 10      | Jack Findlay       | Matchless | +12:01.6   |      |
| 11      | Dave Croxford      | Matchless | +12:33.8   |      |
| 12      | Billie Nelson      | Norton    | +12:42.6   |      |
| 13      | Gordon Keith       | Norton    | +13:37.0   |      |
| 14      | Tony Willmott      | Norton    | +14:24.8   |      |
| 15      | Derek Lee          | Matchless | +15:19.6   |      |
| 16      | Hans-Otto Butenuth | BMW       | +17:00.4   |      |
| 17      | Charlie Ward       | Norton    | +17:06.2   |      |
| 18      | Dan Shorey         | Norton    | +17:14.8   |      |
| 19      | John Simmonds      | Norton    | +17:24.2   |      |
| 20      | Robert Haldane     | Matchless | +18:01.2   |      |
| Ret     | Eduard Lenz        | Norton    | Ret        |      |
| Ret     | Eric Hinton        | Norton    | Ret        |      |
| Ret     | Bill Ivy           | Matchless | Ret        |      |
| Ret     | Bill Smith         | Matchless | Ret        |      |
| Ret     | Chris Conn         | Norton    | Ret        |      |
| Ret     | Derek Minter       | Norton    | Ret        |      |
| Ret     | Derek Woodman      | Matchless | Ret        |      |
| Ret     | John Cooper        | Norton    | Ret        |      |
| Ret     | Stuart Graham      | Matchless | Ret        |      |
| Ret     | Syd Mizen          | Matchless | Ret        |      |
| Ret     | Malcolm Stanton    | Norton    | Ret        |      |
| Ret     | Giacomo Agostini   | MV Agusta | Ret        |      |
| Ret     | Bosse Granath      | Matchless | Ret        |      |
| Ret     | Paddy Driver       | Matchless | Ret        |      |
| Fuente: |                    |           |            |      |

## Resultados Junior 350cc
Jim Redman logró su tercera victoria consecutiva, a pesar de que Hailwood logró tener una ventaja de 20 segundos en la vuelta de apertura con la nuevo MV de tres cilindros . Luego hizo una larga parada en boxes, permitiendo que Redman tomara la delantera. El MV Agusta de Hailwood se detuvo en la Sarah's Cottage en la cuarta vuelta, haciendo que Redman ganara sin ninguna amenaza. Phil Read quedó en segundo lugar con Yamaha RD 56 y Giacomo Agostini ocupó el tercer lugar después de que  Derek Woodman con la MZ había abandonado en la ronda final.
| Pos. | Piloto            | Moto           | Tiempo    | Pts. |
| ---- | ----------------- | -------------- | --------- | ---- |
| 1    | Jim Redman        | Honda          | 2:14"52'2 | 8    |
| 2    | Phil Read         | Yamaha         | 2:16"44'4 | 6    |
| 3    | Giacomo Agostini  | MV Agusta      | 2:17"53'4 | 4    |
| 4    | Bruce Beale       | Honda          | 2:25"37'2 | 3    |
| 5    | Griff Jenkins     | Norton         | 2:26"41'4 | 2    |
| 6    | Gilberto Milani   | Aermacchi      | 2:26"52'4 | 1    |
| 7    | Chris Conn        | Norton         | 2:26"57'6 |      |
| 8    | Brian Setchell    | Aermacchi      | 2:27"30'2 |      |
| 9    | Joe Dunphy        | Norton         | 2:28"52'0 |      |
| 10   | Bill Smith        | AJS            | 2:29"41'0 |      |
| 11   | Alan Hunter       | AJS            | 2:30"43'4 |      |
| 12   | Syd Mizen         | AJS            | 2:30"52'0 |      |
| 13   | Ron Chandler      | AJS            | 2:31"25'6 |      |
| 14   | Tommy Robb        | AJS            | 2:31"46'4 |      |
| 15   | Roly Capner       | AJS            | 2:32"06'0 |      |
| 16   | Dan Shorey        | Norton         | 2:32"11'4 |      |
| 17   | Stuart Graham     | AJS            | 2:32"25'4 |      |
| 18   | T. Holdsworth     | AJS            | 2:32"48'0 |      |
| 19   | Selwyn Griffiths  | AJS            | 2:32"52'2 |      |
| 20   | Alan Dugdale      | Norton         | 2:32"56'5 |      |
| 22   | Billie Nelson     | Norton         | 2:33"39'6 |      |
| 24   | Gyula Marsovszky  | AJS            | 2:35"12'4 |      |
| 32   | Edi Lenz          | AJS            |           |      |
| 46   | Tony Rutter       | Norton         | 2:43"44'4 |      |
| Ret  | John Blanchard    | Aermacchi      | Ret       |      |
| Ret  | Eric Hinton       | Norton         | Ret       |      |
| Ret  | Jack Findlay      | AJS            | Ret       |      |
| Ret  | Mike Duff         | AJS            | Ret       |      |
| Ret  | František Šťastný | Jawa           | Ret       |      |
| Ret  | Gustav Havel      | Jawa           | Ret       |      |
| Ret  | Bill Ivy          | AJS            | Ret       |      |
| Ret  | Billy McCosh      | AJS            | Ret       |      |
| Ret  | Derek Minter      | Hallets-Norton | Ret       |      |
| Ret  | Derek Woodman     | MZ             | Ret       |      |
| Ret  | Fred Stevens      | AJS            | Ret       |      |
| Ret  | John Cooper       | Norton         | Ret       |      |
| Ret  | Mike Hailwood     | MV Agusta      | Ret       |      |
| Ret  | Alberto Pagani    | Aermacchi      | Ret       |      |
| Ret  | Renzo Pasolini    | Aermacchi      | Ret       |      |
| Ret  | Tarquinio Provini | Benelli        |           |      |
| Ret  | Ian Burne         | AJS            | Ret       |      |
| Ret  | Paddy Driver      | AJS            | Ret       |      |
| Ret  | František Boček   | Jawa           | Ret       |      |

## Resultados Lightweight 250cc
Aunque Phil Read con la Yamaha RD 56 realizó la primera vuelta por encima de 100 millas por hora en el Mountain Course, finalmente tuvo delante a Jim Redman con la Honda 3RC 164 de seis cilindros. En la segunda vuelta, Redman realizó un nuevo récord de 100.09 millas por hora y Read rompió en la Mountain Box. Mike Duff persiguió a Redman, pero se tuvo que conformar con el segundo puesto, por delante de Frank Perris (Suzuki RZ 65). Para Redman era su tercera victoria consecutiva en la Lightweight.
| Pos. | Piloto              | Moto          | Tiempo    | Pts. |
| ---- | ------------------- | ------------- | --------- | ---- |
| 1    | Jim Redman          | Honda         | 2:19"45'8 | 8    |
| 2    | Mike Duff           | Yamaha        | 2:23"26'4 | 6    |
| 3    | Frank Perris        | Suzuki        | 2:24"32'0 | 4    |
| 4    | Tarquinio Provini   | Benelli       | 2:25"10'0 | 3    |
| 5    | František Šťastný   | Jawa          | 2:30"22'2 | 2    |
| 6    | David Williams      | Mondial       | 2:33"58'0 | 1    |
| 7    | Gilberto Milani     | Aermacchi     | 2:35"28'8 |      |
| 8    | Brian Setchell      | Aermacchi     | 2:38"12'4 |      |
| 9    | Derek Minter        | Cotton        | 2:41"06'0 |      |
| 10   | Jack Findlay        | DMW           | 2:41"58'2 |      |
| 11   | Dieter Krumpholz    | MZ            | 2:43"59'0 |      |
| 12   | Chris Conn          | Cotton        | 2:46"37'4 |      |
| 13   | C. Hunt             | Aermacchi     | 2:51"04'0 |      |
| 14   | Lee Allen           | Bultaco       | 2:51"32'0 |      |
| 15   | Chris Goosen        | Bultaco       | 2:53"01'8 |      |
| 16   | George Plenderleith | Honda         | 2:55"29'2 |      |
| 17   | Carl Ward           | Aermacchi     | 2:56"12'0 |      |
| 18   | Dave Croxword       | NSU           | 2:57"09'4 |      |
| 19   | L. Evans            | LE-BSA        | 2:57"49'4 |      |
| 20   | S. Mellsop          | Yamaha        | 2:57"53'2 |      |
| 22   | Hans-Otto Butenuth  | NSU           | 3:04"32'2 |      |
| Ret  | Barry Smith         | Bultaco       | Ret       |      |
| Ret  | Gyula Marsovszky    | Bultaco       | Ret       |      |
| Ret  | Heinz Rosner        | MZ            | Ret       |      |
| Ret  | Bill Ivy            | Yamaha        | Ret       |      |
| Ret  | Dave Simmonds       | Honda         | Ret       |      |
| Ret  | Gordon Keith        | Norton        | Ret       |      |
| Ret  | Derek Woodman       | MZ            | Ret       |      |
| Ret  | John Cooper         | Greeves       | Ret       |      |
| Ret  | Percy Tait          | Royal Enfield | Ret       |      |
| Ret  | Phil Read           | Yamaha        | Ret       |      |
| Ret  | Rex Avery           | Bultaco       | Ret       |      |
| Ret  | Syd Mizen           | Greeves       | Ret       |      |
| Ret  | Tommy Robb          | Bultaco       | Ret       |      |
| Ret  | Alberto Pagani      | Aermacchi     | Ret       |      |
| Ret  | Renzo Pasolini      | Aermacchi     | Ret       |      |
| Ret  | Bruce Beale         | Honda         | Ret       |      |
| Ret  | Ian Burne           | Bultaco       | Ret       |      |
| Ret  | Kevin Cass          | Cotton        | Ret       |      |
| Ret  | Tommy Robb          | Bultaco       | Ret       |      |

## Lightweight 125 cc TT
En Lightweight 125 cc TT, finalmente llegó la 4RC 146, que difería poco de su predecesora. En realidad nunca corrió bien y constantemente tuvo problemas con el carburador y el sistema de encendido. Aun así, Luigi Taveri quedó en segundo lugar. Este fue el mejor ranking del Honda de 125cc en toda la temporada. En cambio, Yamaha apareció por primera vez con la versión refrigeración por agua de la RA 97 y Phil Read se llevó la victoria. Su compañero de equipo Mike Duff terminó tercero, pasado en la última vuelta por el cada vez más rápido Taveri. Hugh Anderson tuvo que conformarse con el quinto lugar, detrás de Derek Woodman, pero se mantuvo a la cabeza del campeonato mundial.
| Pos. | Corredor         | Moto    | Tiempo    | Pts. |
| ---- | ---------------- | ------- | --------- | ---- |
| 1    | Phil Read        | Yamaha  | 1:12"02'6 | 8    |
| 2    | Luigi Taveri     | Honda   | 1:12"08'4 | 6    |
| 3    | Mike Duff        | Yamaha  | 1:12"23'6 | 4    |
| 4    | Derek Woodman    | MZ      | 1:13"40'8 | 3    |
| 5    | Hugh Anderson    | Suzuki  | 1:14"08'0 | 2    |
| 6    | Ralph Bryans     | Honda   | 1:14"44'0 | 1    |
| 7    | Bill Ivy         | Yamaha  | 1:15"01'4 |      |
| 8    | Ernst Degner     | Suzuki  | 1:21"15'8 |      |
| 9    | Kevin Cass       | Bultaco | 1:22"51'0 |      |
| 10   | Ian Burne        | Bultaco | 1:22"57'0 |      |
| 11   | Tommy Robb       | Bultaco | 1:23"06'4 |      |
| 12   | Gary Dickinson   | Honda   | 1:23"18'0 |      |
| 13   | L. Geeson        | Honda   | 1:24"29'2 |      |
| 14   | Jim Curry        | Honda   | 1:24"56'4 |      |
| 15   | Eddy Johnson     | Honda   | 1:25"06'0 |      |
| 16   | George Gibson    | Bultaco | 1:25"36'2 |      |
| 17   | Steve Murray     | Honda   | 1:26"08'4 |      |
| 18   | J. Chapman       | Honda   | 1:26"53'6 |      |
| 19   | Charlie Mates    | Honda   | 1:27"34'0 |      |
| 20   | Bosse Granath    | MZ      | 1:27"52'0 |      |
| Ret  | Dave Simmonds    | Tohatsu | Ret       |      |
| Ret  | Syd Mizen        | Honda   | Ret       |      |
| Ret  | Frank Perris     | Suzuki  | Ret       |      |
| Ret  | Klaus Enderlein  | MZ      | Ret       |      |
| Ret  | František Boček  | Jawa    | Ret       |      |
| Ret  | Rex Avery        | EMC     | Ret       |      |
| Ret  | Yoshimi Katayama | Suzuki  | Ret       |      |
| Ret  | Bruce Beale      | Honda   | Ret       |      |

## 50 cc TT
El público se interesó cada vez más en la clase de 50cc y eso fue notable. Luigi Taveri montó su Honda RC 114 en un circuito mojado hasta la victoria por delante de Hugh Anderson y Ernst Degner.
| Pos. | Corredor         | Moto    | Tiempo     | Pts. |
| ---- | ---------------- | ------- | ---------- | ---- |
| 1    | Luigi Taveri     | Honda   | 1h 25:15.6 | 8    |
| 2    | Hugh Anderson    | Suzuki  |            | 6    |
| 3    | Ernst Degner     | Suzuki  |            | 4    |
| 4    | Charlie Mates    | Honda   |            | 3    |
| 5    | Ian Plumridge    | Derbi   |            | 2    |
| 6    | Leslie Griffiths | Honda   |            | 1    |
| 7    | Jim Pink         | Honda   |            |      |
| 8    | Brian Kettle     | Honda   |            |      |
| 9    | George Ashton    | Honda   |            |      |
| 10   | K Burgess        | Itom    |            |      |
| Ret  | Ralph Bryans     | Honda   | Ret        |      |
| Ret  | Michio Ichino    | Suzuki  | Ret        |      |
| Ret  | Dave Simmonds    | Tohatsu | Ret        |      |
| Ret  | Mitsuo Itoh      | Suzuki  | Ret        |      |